# Lengua litúrgica
Una lengua litúrgica o sacra es una lengua, frecuentemente una lengua muerta, que se usa en los ritos o liturgias de muchas comunidades religiosas, casi siempre por prestigio o por conservación de las tradiciones originarias. La mayoría de ellas son aprendidas solo después de la infancia, por lo que se podría considerar  lengua no materna. 
Estas son las lenguas litúrgicas de algunas religiones:
- Cristianismo:[1][2][3]
  - El latín constituye la lengua litúrgica de la Iglesia latina (a la que pertenecen la mayor parte de los católicos de Occidente), por estar ubicada su sede en Roma, cabecera de la región del Lacio, de donde procede esta lengua indoeuropea. Sin embargo, a partir del Concilio Vaticano II, las lenguas vernáculas se constituyeron en cooficiales de cada país para la celebración litúrgica, prefiriéndose generalmente estas por sobre el latín.
  - La Iglesia copta, en cambio, tiene como lengua litúrgica al idioma copto, una evolución directa del idioma egipcio hablado en tiempos de los faraones, debido al gran prestigio que alcanzó la civilización del Nilo.
  - Las iglesias siríacas tienen como lengua litúrgica al arameo siríaco (derivado del antiguo arameo), pues era la lengua común de esa zona del mundo en los orígenes del Cristianismo.
  - En las iglesias etíopes, el ge'ez es usado como lengua litúrgica.
  - En varias iglesias ortodoxas (búlgara, rusa, serbia, entre otras), así como algunas iglesias católicas orientales, se usa el eslavo eclesiástico como lengua litúrgica.
  - Las iglesias ortodoxas de Constantinopla, Chipre, Alejandría y Atenas utilizan el griego koiné, el cual además está en uso junto al árabe en los patriarcados de Jerusalén y Antioquía, y también es la lengua litúrgica de la Iglesia católica bizantina griega, la Iglesia católica greco-melquita, entre otras iglesias católicas orientales.
  - La Iglesia armenia ha usado tradicionalmente el grabar o armenio clásico.
- Judaísmo e Islam:
  - El hebreo clásico es una lengua diferente del hebreo moderno usada en la liturgia judía.
  - El árabe clásico es la lengua litúrgica del Islam, pues fue esa la lengua en que Mahoma supuestamente recibió la revelación del Corán.
- Budismo:
  - El pali para los budistas, especialmente en la escuela theravada.
  - El tibetano clásico, usada en ceremonias de budismo tibetano.
- Otras:
  - En la India se utiliza aún hoy como lengua litúrgica de la religión védica al sánscrito, del que descienden casi todos los idiomas del norte y centro de la India.
  - En Mesopotamia se utilizó el idioma sumerio para la religión asiriobabilónica hasta principios de nuestra era, cuando desde hacía muchos siglos el sumerio era una lengua muerta.
  - En el bahaísmo, se usa como lengua litúrgica el idioma persa, aparte del árabe.
  - Para los Yazidíes, la lengua litúrgica es la lengua kurda.
  - El avéstico lo es para los zoroastristas.
  - Muchas palabras y frases del idioma yoruba son utilizadas en la Santería y el Candomblé.
  - El nórdico antiguo es utilizado en muchos términos del Ásatrú, la reconstrucción moderna de la vieja religión germánica anterior al cristianismo.